# Serednie, Radîvîliv
Serednie (în ucraineană Середнє) este un sat în comuna Berezînî din raionul Radîvîliv, regiunea Rivne, Ucraina.

## Demografie
Componența lingvistică a localității Serednie
     Ucraineană (100%)
Conform recensământului din 2001, toată populația localității Serednie era vorbitoare de ucraineană (100%).